# Ministério da Coordenação Económica
O Ministério da Coordenação Económica foi um efémero departamento do I Governo Provisório de Portugal, criado a seguir ao 25 de Abril de 1974, reunindo as funções do Ministério das Finanças e do Ministério da Economia.
O ministério apenas existiu durante um breve período, de 16 de maio a 17 de julho de 1974, sendo novamente dividido em dois. O único ministro a titular a pasta foi Vasco Vieira de Almeida.